# روي غوتمان
روي غوتمان (بالإنجليزية: Roy Gutman)‏ هو صحفي أمريكي، ولد في 5 مارس 1944 في نيويورك في الولايات المتحدة.